# كرز بن جابر الفهري
كرز بن جابر الفهري صحابي جليل، أسلم بعد الهجرة النبوية ، قال ابن إسحاق أغار كرز بن جابر الفهري على سرح المدينة فخرج رسول الله في طلبه، حتى بلغ واديا يقال له سفوان ففاته كرز، وكانت هذه غزوة بدر الأولى، ثم أسلم كرز وحسن إسلامه، وولاه رسول الله الجيش الذين بعثهم في أثر العرنيين الذين قتلوا راعيه في سرية كرز بن جابر الفهري ، استشهد كرز يوم فتح مكة وذلك سنة ثمان من الهجرة.

## سرية كرز بن جابر
قال ابن سعد: «ثم سرية كرز بن جابر الفهري إلى العرنيين في شوال سنة ست من مهاجر رسول الله ﷺ ، قالوا : قدم نفر من عرينة ثمانية على رسول الله ﷺ ، فأسلموا واستوبأوا المدينة، فأمر بهم رسول الله ﷺ  إلى لقاحه وكانت ترعى بذي الجدر ناحية قباء قريبا من عير، على ستة أميال من المدينة، فكانوا فيها حتى صحوا وسمنوا فغدوا على اللقاح فاستاقوها فيدركهم يسار مولى رسول الله ﷺ ، ومعه نفر فقاتلهم فقطعوا يده ورجله وغرزوا الشوك في لسانه وعينيه حتى مات. وبلغ رسول الله ﷺ  الخبر، فبعث في أثرهم عشرين فارسا واستعمل عليهم كرز بن جابر الفهري فأدركوهم فأحاطوا بهم وأسروهم وربطوهم وأردفوهم على الخيل حتى قدموا بهم المدينة. وكان رسول الله ﷺ  ، بالغابة فخرجوا بهم نحوه فلقوه بالغابة بمجتمع السيول، وأمر بهم فقطعت أيديهم وأرجلهم وسمل أعينهم، فصلبوا هناك وأنزل على رسول الله ﷺ : إنما جزاء الذين يحاربون الله ورسوله ويسعون في الأرض فسادا سورة المائدة آية 33، فلم يسمل بعد ذلك عينا. وكانت اللقاح خمس عشرة لقحة غزارا فردوها غلى المدينة ، ففقد رسول الله ﷺ  منها لقحة تدعى الحناء، فسأل عنها، فقيل: نحروها».